# Peder Povelsson Paus
Peder Povelsson Paus, född 1590 i Oslo, död 21 juli 1653 i Kviteseid, var en norsk präst som verkade i Øvre Telemark under 1600-talet. Han växte upp i medeltidsstaden Oslo, gick på stadens domskola och blev utbildad teolog vid Köpenhamns universitet från 1611. Efter avslutade studier inledde han sin karriär inom prästerskapet, som var ett av de två privilegierade stånden i Danmark-Norge under hans livstid. Efter en period som rektor för den lilla latinskolan i Skien var han kaplan och kyrkoherde i Vinje från 1618 till 1633. Mitt i vintern 1633 reste han med sin familj till hemstaden Oslo och blev tolvpräst vid domkyrkan, det vill säga Hallvardskatedralen. Samma år blev han utnämnd till kyrkoherde i Kviteseid och vald till prost i Øvre Telemark, och satt i dessa positioner till sin död. Som prost inom statskyrkan var han inte bara den religiösa ledaren i ett av Norges största prosterier, men han var även en av statens högsta ämbetsmän och mest framstående representanter i Øvre Telemark. Han minns bland annat genom det latinska minnesdikten "In memoriam Domini Petri Pavli" (Till minne av herr Peder Povelsson), skrivet av sonen Povel 1653. Han har, vid sidan av sin äldre bror, kyrkoherden i Fredrikstad, Hans Povelsson Paus (1587–1648), länge varit känd som den äldsta säkert kända stamfader till släkten Paus. Bland hans efterkommande är Henrik Ibsen.